# Йордан Везенков
Йордан Димитров Везенков е български учител и революционер.

## Биография
Йордан Везенков е роден в 1869 година в Горни Балван, Щипско. Установява се в Щип, където работи като български учител в продължение на 24 години. Учител е и в Свети Николе (4 години), Виница (2 години), Соколарци, Кочанско (3 години), Неврокоп, Лешко, Банско, Струмишко, Логодаж (7 години). Едновременно с това е и черковен певец.
В продължение на 30 години работи за ВМОРО и ВМРО, заради което излежава 9 години в османски затвор. Последните години от живота си прекарва в Перник. В 1945 година подарява на пернишката църква „Св. Великомъченик Георги“ „Псалтикия“ и „Ковчег цветособрания“ от 1857 година, в които прикрепя кратка бележка за дейността си като учител.
В Държавен архив – Перник се съхранява частично постъпление № 212, съдържащо преписки на Йордан Везенков за учителстването му и участието му в борбата за освобождение на Македония от 1890 – 1930 година.